# 花之欲
花之欲（1971年11月14日—），中国配音演员
1992年21岁，在西安市配音室首次进行成人配音
2007年，36岁，第二次配音，第一次配音获奖
类别：老年、热门、打动、引人入胜、配音、不止于侮辱、世界
2015年，44岁，为《旧世界》配音，配音对象为动物或人类 

## 电影
《辣手神探》袁浩雲(Tequila)
《遠離家園》Joseph Donnelly
《珈琲時光》竹内肇
《马达加斯加 (2005年电影)》 愛力獅
《馬達加斯加2》 愛力獅
《老婆結婚了》盧德勳
《荒失失奇兵3：歐洲逐隻捉》愛力獅
《BLEACH 死神 劇場版－無人的記憶》黑崎一護
《華麗的誘惑》陈亨宇
《劇場版美少女戰士R》地場衛
《劇場版戰鬥陀螺 鋼鐵奇兵VS太陽 灼熱的侵略者》鋼銀河
《飛哥與小佛電影版：超時空之謎》飛哥·福林
《龙珠Z 复活的弗利萨》比魯斯
《再見艾曼妞》

## 动画
《小魔女DoReMi》八太郎
《萌少女的恋爱时光》青木大介
《妖怪手錶系列》人面犬
《龍珠超》比魯斯
《星星狐》探戈狼
《花生漫畫》查理·布朗
《碰之道》將碰
《School Days》伊藤誠
《爱神巧克力》江浩一
《BLEACH》黑崎一護
《BEASTARS》黑豹陶
《生存遊戲社》炸雞☆檸檬
《月刊少女野崎同學》野崎梅太郎